# Leprechaun Returns
Leprechaun Returns è un film del 2018 diretto da Steven Kostanski.
Pellicola horror prodotta dagli Stati Uniti e dall'Irlanda sceneggiata da Suzanne Keilly, è l'ottavo episodio della saga horror-fantasy Leprechaun e si ricollega al primo film della serie, ignorando tutti i restanti sequel.

## Trama
Lila Jenkins arriva a Devil's Lake, North Dakota, per aiutare a rendere più verde una vecchia casa di proprietà della sua confraternita alla Laramore University. Lila chiede un passaggio a Ozzie Jones e rivela che sua madre, Tory Redding, è morta l'anno prima di cancro. Una volta arrivati all'abitazione, sperduta nei boschi, Ozzie lascia cadere accidentalmente il telefonino mentre scarica il bagaglio di Lila. Una volta accortosi di aver perduto il suo cellulare, Ozzie torna indietro per recuperarlo. Giunto sul posto, Ozzie si rende conto di essere capitato vicino al vecchio pozzo dove 25 anni fa lui e i suoi amici, vi precipitarono dentro il leprechaun morente, dopo che questi ebbe ingerito un quadrifoglio. Avvicinatosi al pozzo, dopo aver sentito alcuni strani rumori, Ozzie viene investito da un getto di acqua verdognola che gli viene spruzzata in faccia; fuggendo dal luogo maledetto con il suo furgoncino Ozzie inizia a sentirsi male, e ad un certo punto dal suo addome fuoriesce rinato Lubdan il leprechaun che, così facendo, uccide di fatto Ozzie.
Lila incontra le sue sorelle della confraternita composte da Katie, una ragazza ecologica e intelligente, Rose, autoproclamatasi leader del gruppo, e Meredith, una sballata che porta due ragazzi: Andy, uno studente stupido attratto da Katie, e Matt, un aspirante regista dilettante. Dopo che Meredith ha insultato la madre di Lila per la sua paura dei mostri, Lila va a letto e ha una visione di Ozzie sotto forma di zombie. La mattina dopo, Katie e Andy installano un pannello solare, mentre il leprechaun scopre che i suoi poteri sono ancora troppo deboli a causa della perdita dell'oro, quindi è determinato ad uccidere chiunque pur di recuperarlo. Quella notte, il leprechaun si rivela a Lila e Meredith, che scatta una foto della creatura quando Matt e Rose respingono i loro sospetti. Anche Andy incontra il malvagio folletto che, dopo una colluttazione, lo taglia verticalmente a metà con il pannello solare.
Meredith e Lila si intrufolano in casa per recuperare le chiavi della macchina; a questo punto Meredith rinchiude Lila nel seminterrato, rivelando di aver fatto un patto con il folletto per consegnargli Lila dopo averlo fatto giurare che lui non l'avrebbe toccata. Il gruppo lascia Lila alle proprie spalle, quando Meredith dice (mentendo) che ella è stata uccisa, ma ben presto capiscono le vere intenzioni di Meredith. Nel frattempo, Lila incontra il fantasma di Ozzie, che le rivela la debolezza del leprechaun appuntata su di un vecchio foglio di carta sepolto dietro una mattonella, e il foro di uscita dal seminterrato. Quando il leprechaun raggiunge il gruppo in volo sul drone di Matt, si schiantano contro un albero e scappano, lasciandosi alle spalle Meredith; quando il leprechaun le rivela una scappatoia, Il folletto la rallenta usando gli irrigatori e la uccide infilzandole la bocca con un rubinetto dell'irrigatore sparatole in faccia. Matt tenta di rallentare il leprechaun con il suo drone, ma viene sorpreso da quest'ultimo che riesce a decapitarlo con le eliche del suo stesso apparecchio.
Rose e Katie incontrano Lila e seguono una mappa del tesoro disegnata sul foglio che Ozzie le ha consegnato. Le tre ragazze scoprono il rottame di un vecchio pick-up che contiene l'oro, ma ben presto si accorgono che le monete sono meno di quel che si aspettavano; a quel punto Rose rivela di aver utilizzato parte dell'oro per aiutare a finanziare il progetto ecologista della scuola. Per ingannare il folletto, Lila riempie la pentola di assorbenti interni coperti dallo strato di monete d'oro e poi lo offre a Lubdan, ma lui si rende conto dell'inganno. A quel punto Lila, Katie e Rose intrappolano il folletto in un cerchio di oggetti di ferro (il ferro è una delle debolezze di un leprechaun) mettendo in atto un piano per sconfiggerlo. Katie ripristina la corrente elettrica, mentre Rose si procura del succo di trifoglio. Lila infila un tubo da irrigazione nella bocca del leprechaun e lo riempie di succo a tutta pressione, facendolo esplodere. Rose si offre di ripulire la casa, ma il folletto è in grado di riprodursi e moltiplicarsi in più piccoli folletti usando i pezzi sparpagliati del suo corpo. Rose tiene testa alla maggior parte delle creaturine, ma i folletti la superano in astuzia e, dopo averla fatta inciampare sul manico di una scopa, la impalano su un trofeo a forma di vanga. Il folletto riesce a formarsi di nuovo dopo che Lila e Katie scoprono il corpo esanime di Rose.
Durante una feroce zuffa, Lila riesce tramite il cavo elettrico di una lampada, ad infondere corrente attraverso le monete d'oro che si trovano ai piedi del leprechaun che prende fuoco, facendo anche esplodere la casa nel processo. Lila e Katie, dopo essere uscite all'aperto, vengono investite dal sangue verde del mostriciattolo e scappano, con l'aiuto di un uomo che passava di li con la sua auto. Ma il leprechaun è sopravvissuto, e facendo l'autostop sale su di un camion che trasporta polli e galline diretto a Bismarck, nel Nord Dakota, con l'intento di reclamare il resto del suo oro.

## Distribuzione
Leprechaun Returns è stato presentato in anteprima digitale tramite video on demand l'11 dicembre 2018. Il film è stato presentato in anteprima televisiva mondiale il 17 marzo 2019 su Syfy. È stato poi rilasciato in DVD e Blu-ray a giugno.

## Accoglienza

### Critica
Sul sito web dell'aggregatore di recensioni Rotten Tomatoes, il film ha un punteggio di approvazione del 50% basato su 10 recensioni, con una valutazione media di 5,4/10. Bloody Disgusting ha dato al film una recensione sufficiente, intitolata "Leprechaun Returns è tutt'altro che oro ma riesce comunque ad affascinare".